# Rikana williamsi
Rikana williamsi är en insektsart som beskrevs av Nielson 1983. Rikana williamsi ingår i släktet Rikana och familjen dvärgstritar. Inga underarter finns listade i Catalogue of Life.